# Jardin botanique des États-Unis

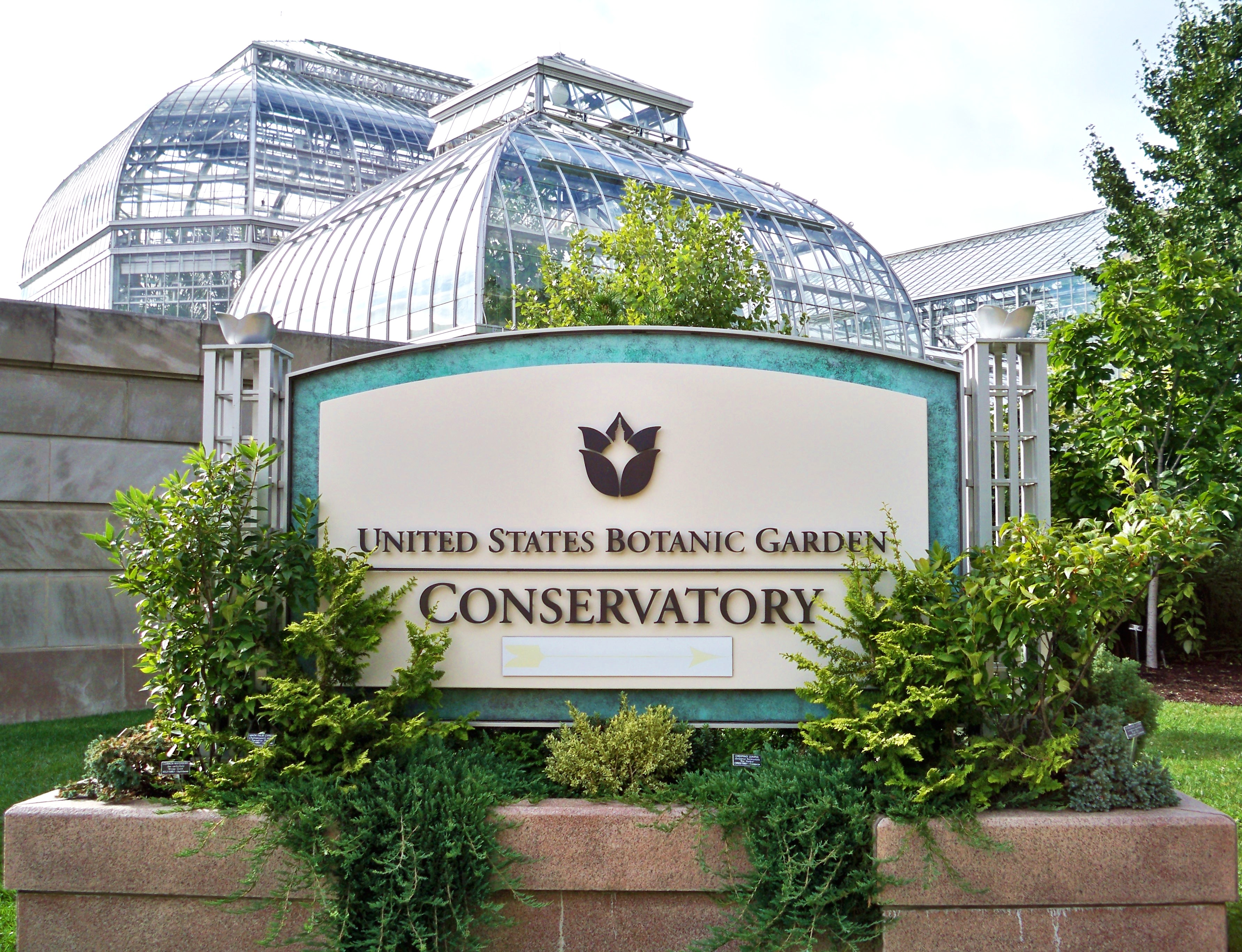
United States Botanic Garden

Le Jardin botanique des États-Unis (United States Botanic Garden) est un jardin botanique dirigé par le Congrès des États-Unis (Congress of the United States). Il se trouve à Washington D.C., sur les terrains du Capitole près du Garfield Circle. Le bâtiment est divisé en plusieurs salles qui présentent chacune un climat différent.

## Direction
Le Jardin botanique des États-Unis (USBG) est dirigé par l'architecte en chef du Capitole. Celui-ci est responsable de toutes les installations qui se trouvent sur le terrain du Capitole. Même si le USBG est contrôlé par le Congrès, il demeure ouvert tous les jours de l'année même durant les congés fédéraux. Ceci veut aussi dire que le USBG est public. Il ne peut pas être utilisé pour tenir des événements privés ou commerciaux.

## Histoire
En 1838, Charles Wilkes part dans une mission d'exploration financée par le Congrès américain pour naviguer autour du globe. Durant son expédition, Wilkes collecte des spécimens vivants et morts de plantes tout au long de son long voyage. Il revint finalement en 1842 avec une collection impressionnante de plantes auparavant inconnues aux États-Unis. Les spécimens séchés ont été le début de la collection qui est maintenant connue sous le nom de National Herbarium, qui est entretenue par le Smithsonian's National Museum of Natural History. Les spécimens vivants et les graines furent disposées au Old Patent Office Museum greenhouse et y sont restés jusqu'à 1850. À ce moment-là, on créa un jardin botanique tout juste en face du Capitole qui contenait toute la collection. Ce n'est qu'en 1933 qu'on emménagea dans le bâtiment actuel, au sud-ouest du Capitole. Ce bâtiment est bordé par la rue Maryland au nord, la First Street à l'est, l'Independance Avenue au sud et la Third Street à l'ouest. On a dû fermer le jardin botanique pour des rénovations majeures le 1er septembre 1997. Il a rouvert au public le 11 décembre 2001. Durant le temps des rénovations, la collection fut envoyée au U.S. Botanic Garden Production Facility.
Le jardin botanique est aussi responsable du parc Bartholdi, sur son côté sud, qui est renommé pour sa majestueuse fontaine au centre de son jardin. Cette fontaine fut dessinée par Auguste Bartholdi.

## Aménagement
L'USBG se compose de trois endroits : la serre, le Bartholdi Park et l'unité de production.

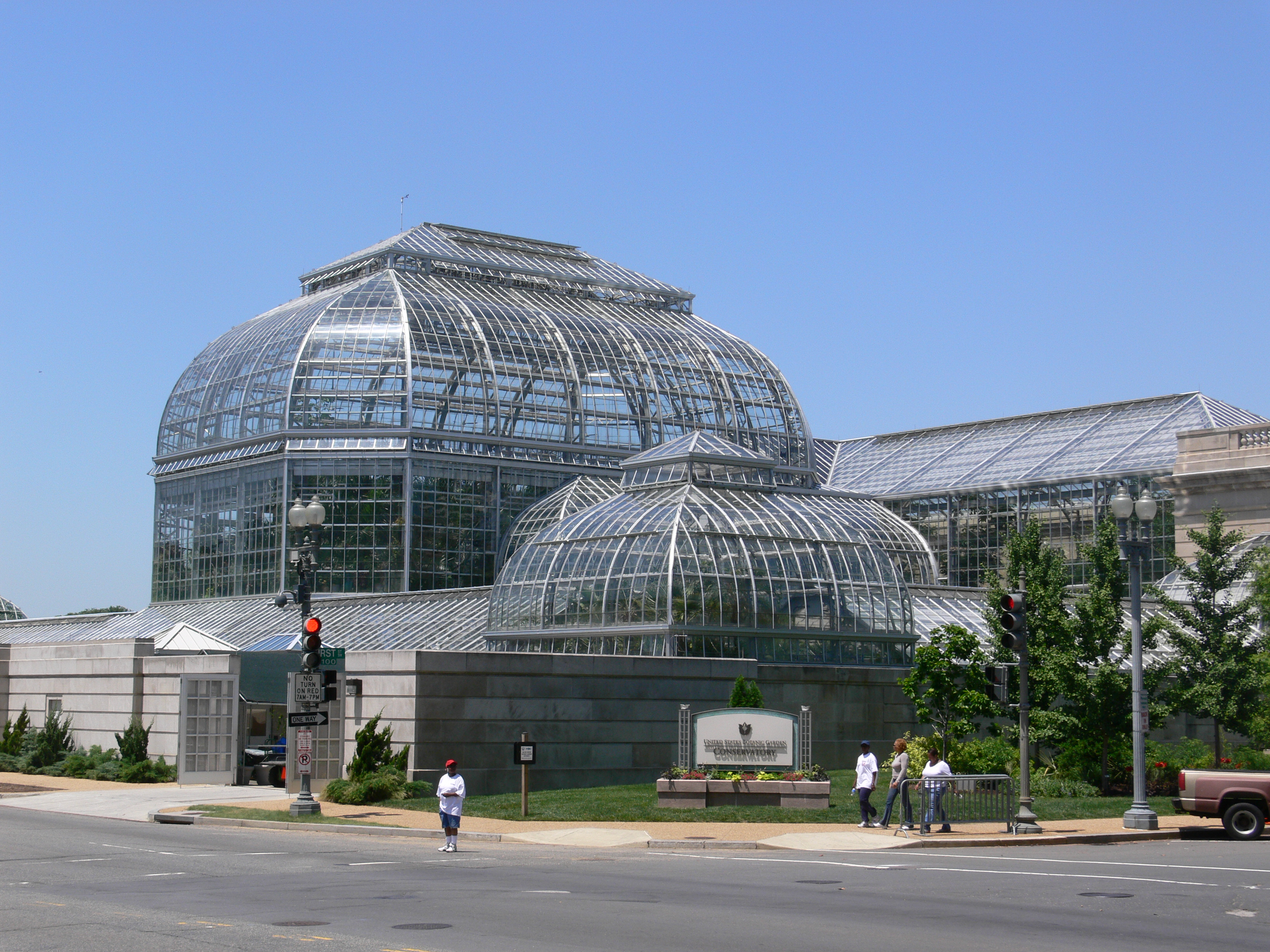
Vue de la serre
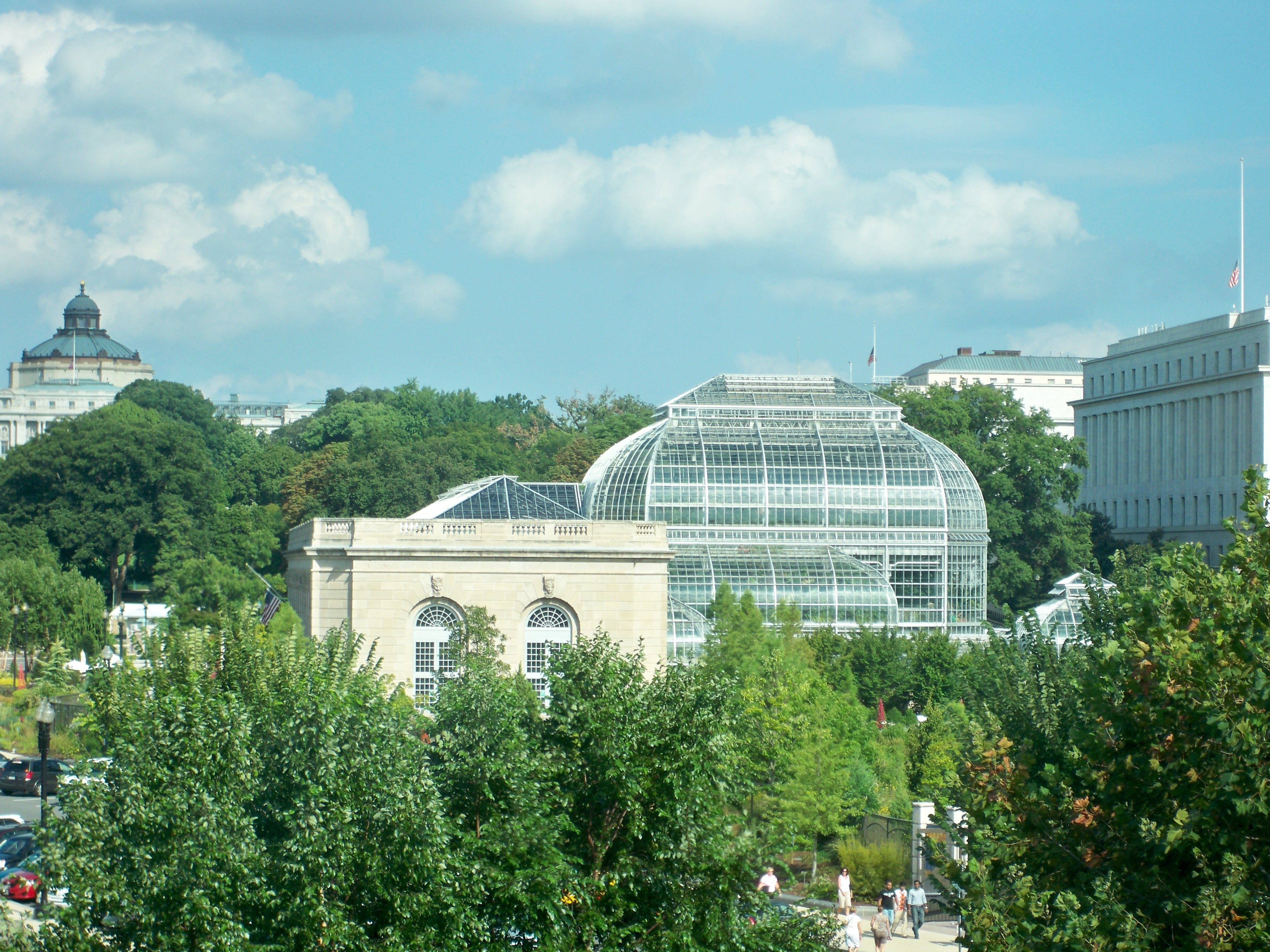
Panorama
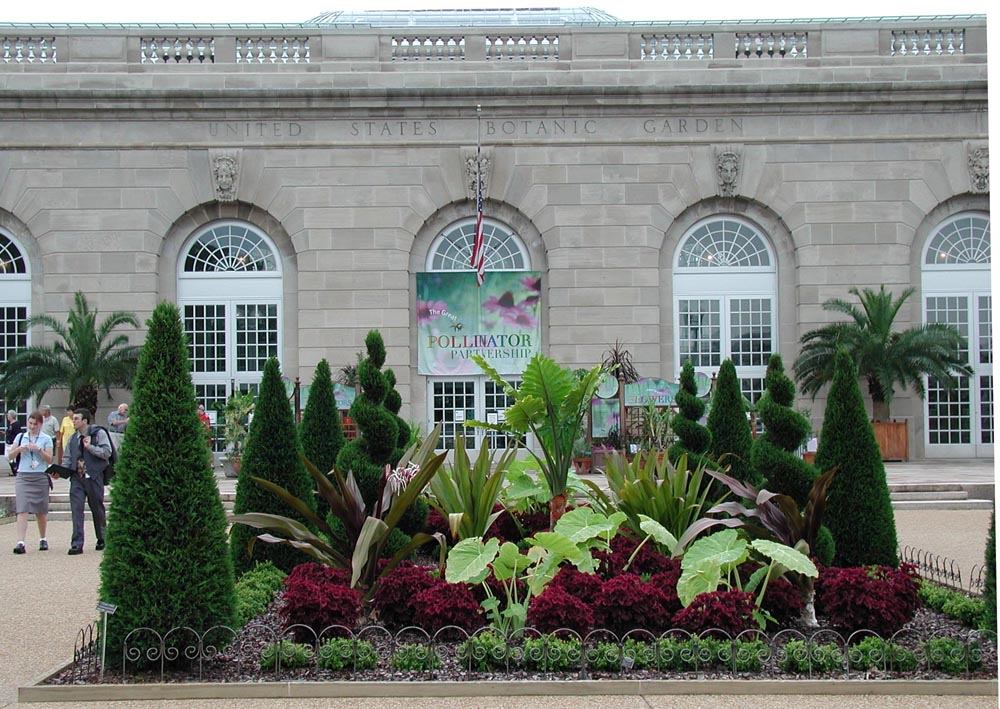
Façade
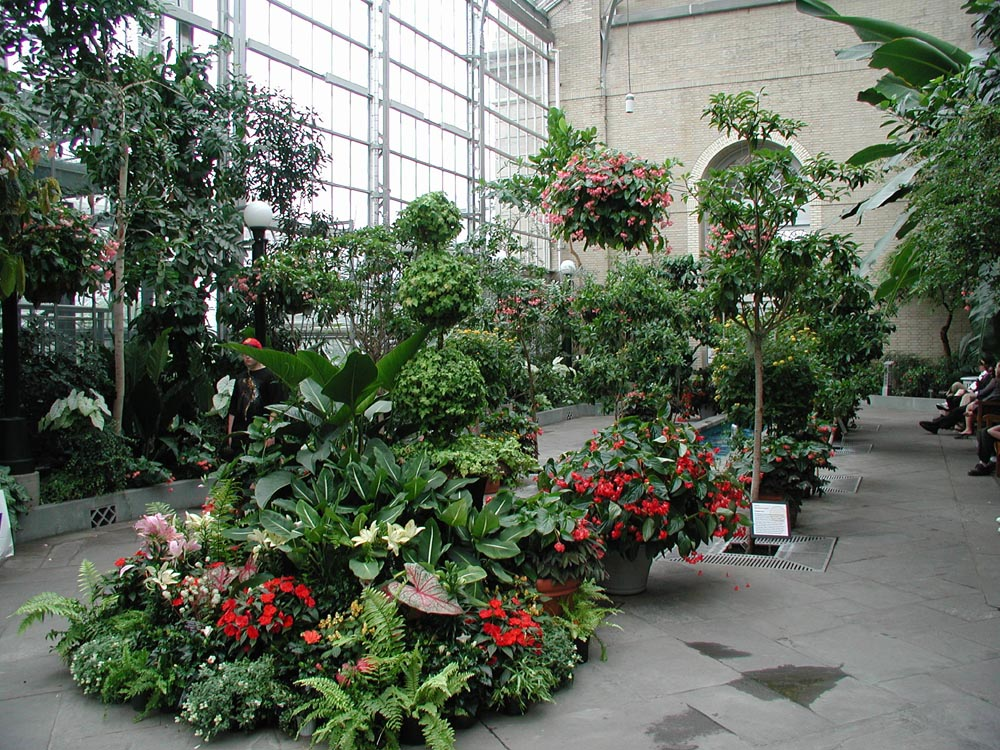
Bassin
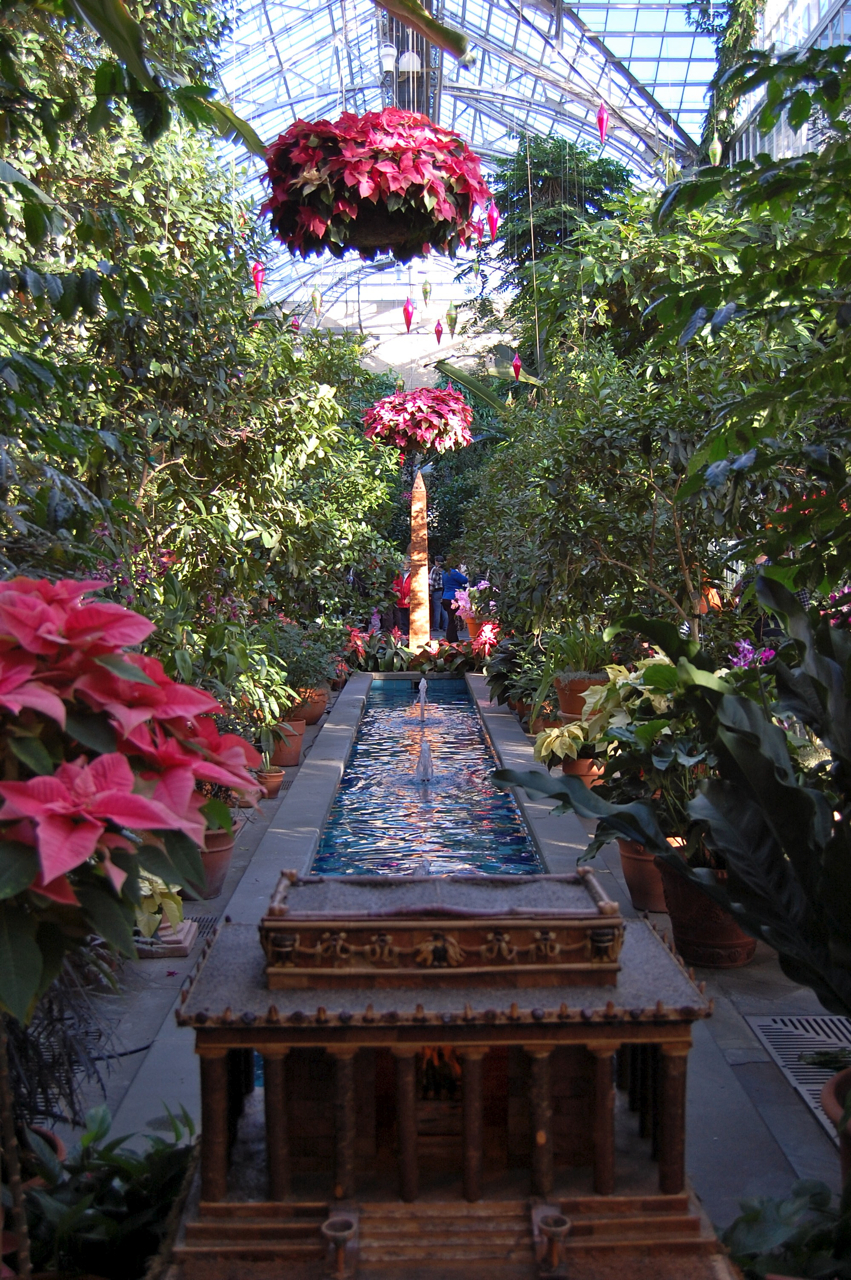
Bassin à l'intérieur de la serre
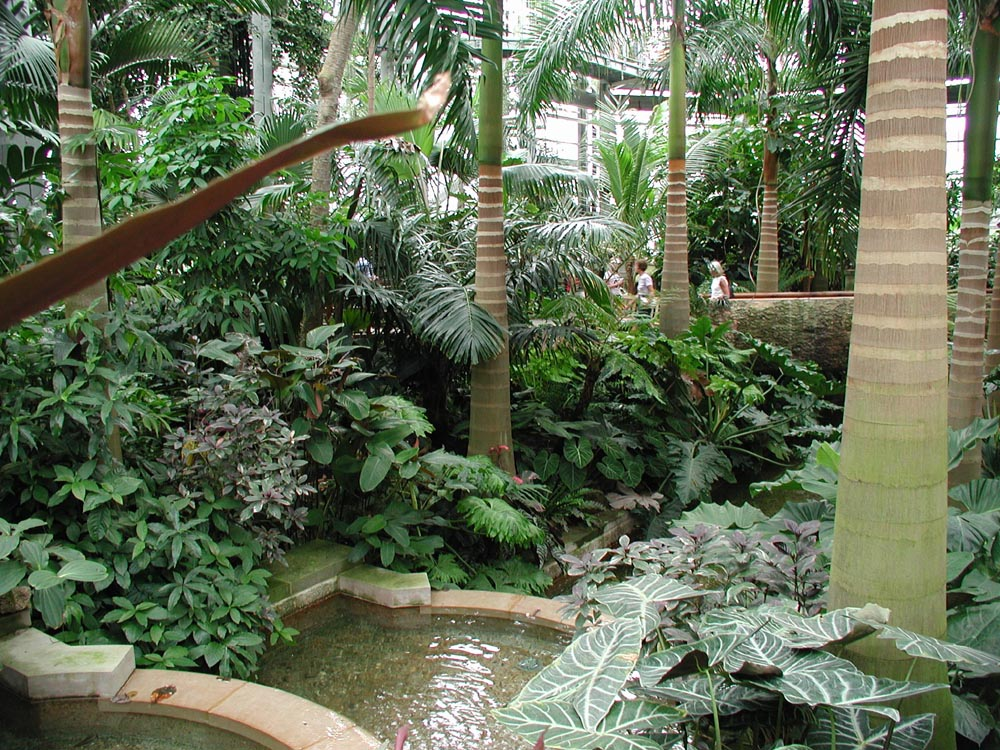
Intérieur de la serre
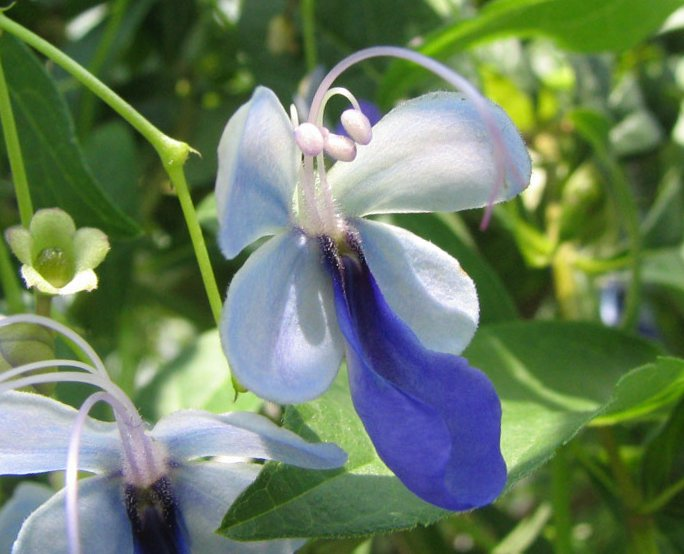
Clerodendrum ugandense
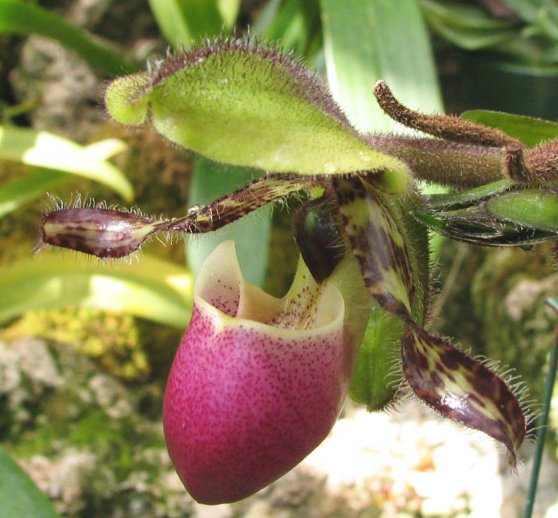
Paphiopedilum victoria-regina
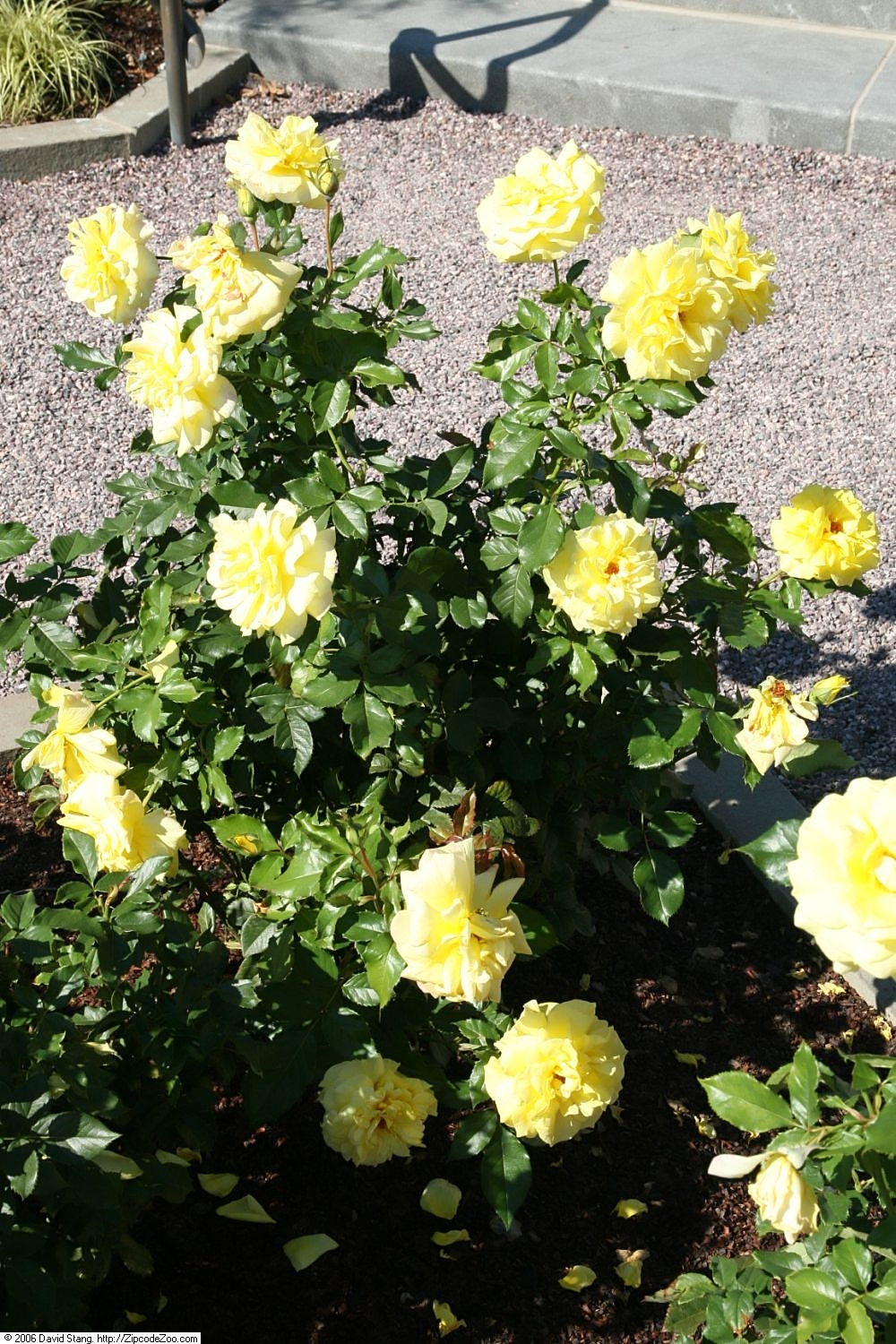
Buisson de roses 'Friesia'